# Bełasztica
Bełasztica (bułg. Белащица) – wieś w południowej Bułgarii, w obwodzie Płowdiw, w gminie Rodopi.
We wsi znajduje się zabytkowy monaster pw. św. Jerzego Zwycięzcy.